# Sylvia Schein
Sylvia Schein, née à Łódź (Pologne) en 1947 et morte en 2004, est une historienne israélienne professeure à l'université de Haïfa, en Israël. Spécialiste de l'Orient latin, elle étudie notamment les croisades.

## Carrière universitaire

### Jeunesse et études
Sylvia Schein naît en 1947 à Łódź, en Pologne et émigre en Israël en 1957.
Elle obtient son diplôme de premier cycle en histoire générale et en sciences politiques à l'Université hébraïque de Jérusalem, puis sa maîtrise, pour laquelle elle étudie notamment le Moyen Âge en Europe, dans la même université. Elle obtient son doctorat à l'université de Cambridge, en rédigeant sa thèse sur l'Europe et les croisades. 

### Carrière
Elle retourne à Haïfa après son doctorat. En 1991, elle devient professeure d'histoire générale à la faculté d'humanités de l'université de Haïfa, puis chef du département à la fin des années 1990. Ses langues d'écriture sont l'anglais et l'hébreu.

### Recherches
Experte en histoire et politique des États des croisades, elle contribue à plusieurs revues, telles que l’English Historical Review, Cathedra, Bar Ilan Studies in History, Hagiographica et Mediterranean Historical Review.  
En 1991, son ouvrage, Fideles Crucis : The Papacy, the West, and the Recovery of the Holy Land, 1274-1314, traite du lancement des croisades par les Européens, de leur revendication de Jérusalem. Dans l’English Historical Review, Peter Edbury écrit qu'il s'agit d'« une analyse d'ensemble considérable de la littérature contemporaine sur le thème De Recuperatione Terrae Sanctae. »,. Dans The Catholic Historical Review, Anthony Luttrell note que « bien qu'ignorant certains aspects importants de publications ultérieures, [Shein] emploie une gamme extrêmement large et précieuse de chroniques et d'autres sources imprimées pour affirmer que, même si la perte d'Acre par les Latins en 1291 a profondément choqué l’opinion occidentale, cela n’a pas en soi entraîné une baisse d’enthousiasme pour Jérusalem ou sa croisade. »
Son ouvrage Gateway to the Heavenly City traite de la considération de Jérusalem par les chrétiens d'Occident lors de la première croisade, plus particulièrement lors de la période entre 1099 et 1187. James Powell, dans sa critique de cet ouvrage, cite Sylvia Schein, p. 155 « La chute de Jérusalem le 20 octobre 1187 et la reprise de la lutte entre la chrétienté et l'islam pour la ville sainte ont eu pour effet d'intensifier les attentes eschatologiques. ». Dans l’American Historical Review, l'historien John France écrit : « c'est un livre important qui pose de nouvelles idées sur la place de Jérusalem dans la pensée du douzième siècle, et il est très regrettable que son auteure soit morte avant d'avoir pu les développer ».  
En 1997 Sylvia Schein codirige la série d'essais Cross cultural convergences in the crusader period : essays presented to Aryeh Grabois on his sixty-fifth birthday,. 

## Publications
en français
- avec Benjamin Z. Kedar, « Un Projet de « passage particulier » proposé par l'Ordre de l'Hôpital 1306-1307 », Bibliothèque de l’École Des Chartes, vol. 137, no 2,‎ 1979, p. 211-226 (lire en ligne )

en anglais
- (en) « The image of the Crusader Kingdom of Jerusalem in the thirteenth century », Revue belge de philologie et d'histoire, vol. 64, no 4,‎ 1986, p. 704-717 (OCLC 4794563894, lire en ligne)
- (en) Fideles crucis : the Papacy, the West, and the recovery of the Holy Land, 1274-1314, London, Sandpiper Books, 1998 (1re éd. 1991), 310 p. (ISBN 9780198221654, lire en ligne)
- (en) Gateway to the heavenly city : crusader Jerusalem and the Catholic West (1099-1187), Routledge, Taylor and Francis Group, 2017 (1re éd. 2004) (ISBN 9781351934916, lire en ligne [livre numérique - open access])
- (en) ouvrage collectif (recueil d'essais publié en l'honneur du médiéviste Aryeh Graboïs, de l'université d'Haïfa), Cross cultural convergences in the crusader period : essays presented to Aryeh Grabois on his sixty-fifth birthday, New York, Peter Lang, 1999 (1re éd. 1995), 334 p. (OCLC 469857284, lire en ligne)